# 倭文中村
倭文中村（しとりなかむら）は、岡山県久米郡にあった村。
現在の津山市里公文、里公文上、油木上、油木北、油木下に当たる。

## 沿革
- 1889年6月1日 - 町村制施行に伴い、久米北条郡里公文村、里公文上村、油木上村、油木北村、油木下村が合併し、倭文中村となる。大字油木北に役場を置く。
- 1900年4月1日 - 久米北条郡が久米南条郡と合併し、久米郡となる。
- 1940年9月1日 - 久米郡倭文東村と合併し、倭文村となる。